# Дніпро (футбольний клуб, Дніпро)
«Дніпро́» — колишній український футбольний клуб з міста Дніпро. Заснований у 1918 році, припинив існування у 2019 році. За часів СРСР дніпряни двічі ставали чемпіонами СРСР (1983, 1988), вигравали Кубок СРСР (1989), Суперкубок СРСР (1989) і двічі — Кубок Федерації футболу СРСР (1986, 1989). За часів незалежної України клуб двічі ставав срібним призером чемпіонату України (1992/93, 2013/14) і тричі був фіналістом Кубка України (1994/95, 1996/97, 2003/04). На міжнародній арені команда стала фіналістом Ліги Європи (2015).

## Історія
Колишні назви
- 1918—1926: «БРІТ» (Брянський робітничий індустріальний технікум)
- 1927—1935: «Петровець»
- 1936—1948: «Сталь»
- 1949—1961: «Металург»
- 1961—2019: «Дніпро»

### Радянська доба

#### 1918—1946
Команда заснована в 1918 році і називалася «БРІТ».(Брянський робітничий індустріальний технікум). Технікум перебував у відомстві Брянського заводу (нині — ПрАТ Дніпровський металургійний завод). Команда брала участь у першості Катеринослава (нині — Дніпро). Пізніше, під час Української революції, команда припинила своє існування, але в 1923 році відродилася при фабрично-заводському училищі, а незабаром повністю перейшла під опіку заводу.
У 1925 році команда представляла Дніпропетровський металургійний завод імені Г. І. Петровського і називалася «Петровець». У той час команда виступала в першостях міста, які проводилися 2 рази на рік (навесні та восени). Перший успіх «Петровець» святкував в 1927 році, коли став переможцем весняної першості. Але наступного року у команди був провальний сезон і вона довго не демонструвала жодних успіхів.
У 1936 році «Петровець» отримав нову назву — «Сталь». З цього року в чемпіонатах СРСР та розіграшах Кубка країни стали брати участь не збірні команди міст, республік, а колективи спортивних товариств. У 1-му чемпіонаті СРСР, який відбувся навесні 1936 року, взяли участь колективи лише трьох найбільших міст країни — Москви, Ленінграда і Києва. Місту Дніпропетровську (нині Дніпру) надали лише два місця: дніпропетровське «Динамо» стало єдиним українським представником у групі «Б», а в групі «Г» взяла участь «Сталь». «Сталь», що брала участь в прем'єрних чемпіонатах СРСР 1936 року (весняному і осінньому), представляла трубопрокатний завод імені Леніна. А попередник «Дніпра» взяв старт у союзних чемпіонатах в 1937 році. У 1936 ж році «Сталь», що відстоювала честь заводу ім. Петровського, грала в першості України серед колективів фізкультури, а також у першому розіграші Кубка СРСР. У стартовому матчі цього турніру в 1/64 фіналу на своєму полі вона перемогла команду Баранівського порцелянового заводу з рахунком 10: 0. Склад команди в першому офіційному матчі всесоюзного турніру: Шинкаренко, Івченко, Шебанов, Зміїв, Авдєєнко, Радченко, Яновський, Посух, Гоцалюк, Кльоцкін, Міхєєв. У 1937 році команду «Сталь» заводу ім. Леніна змінила в чемпіонаті команда «Сталь» заводу ім. Петровського, це був їхній дебютний сезон у першості СРСР, в якому команда посіла в групі «Г» 9-е місце, а наступного року — 15-е місце в групі «Б».
Після Другої світової війни в 1946 році значно оновлена "Сталь" взяла участь у чемпіонаті СРСР. Грала вона в південній підгрупі і зайняла 12-е місце.

#### 1948—1956
У наступному році команда виступала краще, чому сприяло об'єднання з дніпропетровською командою «Динамо». «Сталь» посіла 4-е місце в 2-й підгрупі української зони. У 1948 був зроблений ще один крок вперед. У підгрупі «А» цієї ж зони команда вийшла на другу сходинку в турнірній таблиці. Проте вийти в лігу найсильніших «Сталь» тоді не змогла.
У 1949 році команду перейменували в «Металург». Вона як і раніше захищала спортивну честь заводу імені Петровського.
У період з 1949 по 1952 рік українська команда не досягла значних успіхів.
У 1953 році після тривалої перерви футбольний «Металург» був допущений до участі в змаганнях серед команд класу «Б» і посів восьме місце. У складі «Металург» вперше опинилися два футболісти з Грузинської РСР — захисник Майсурадзе і форвард Маргішвілі.
1954 виявився вдалим для команди. «Металург» зайняв почесне 4-е місце в третій підгрупі класу «Б». У цьому ж році дніпропетровці вперше в історії вийшли до півфіналу розіграшу Кубка СРСР, де програли єреванському «Спартаку».
Наступні два роки у «Металурга» знову був спад. У 1955 році під керівництвом заслужених майстрів спорту В. Радікорський і В. Гребера посіла 9-е місце в першій зоні УРСР (клас «Б»). Цей рік запам'ятався блискучою грою юного воротаря В. Маслаченко.
У 1956 році команду тренував заслужений майстер спорту М. Морозов. «Металург» зайняв 14-е місце в першій зоні УРСР (клас «Б»).
У 1957 році, незважаючи на значні кадрові втрати (головна з яких — перехід в «Локомотив» В. Маслаченко), «Металург» зайняв 4-е місце у другій зоні класу «Б».
У 1956 році команду очолив С. Холодков, який робив велику ставку на молодь. Проте надій вона не виправдала, зайнявши в 1960 році лише 8-е місце з 19-ти у другій зоні класу «Б» Української РСР. В кінці сезону Холодкова замінив дитячий тренер М. Коломоєць, однак він теж не зміг поправити турнірне становище команди.

#### 1961—1991
У 1961 році «Металург» вже готував новий старший тренер, колишній захисник московського «Локомотива», майстер спорту Г. Забєлін. З його проходом у команду почали запрошувати багато нових гравців, але результату не було. У середині сезону відбулася чергова зміна тренера. Команду очолив М. Дідевич. 14-е місце у другій зоні УРСР (клас «Б») нікого не задовольнило.
У 1962 році «Металург» був перейменований в «Дніпро» і захищав він спортивну честь Південного машинобудівного заводу, який в ті роки був надсекретним.
У 1963 році було вирішено збільшити кількість команд класу «А» до 38-и з розподілом їх на 2 підгрупи. Це робилося з урахуванням спортивних результатів. Правда, зробили виняток для команд Горького та Дніпропетровська, які мають хорошу матеріальну базу і представляють найбільші промислові центри. Так «Дніпро» з'явився в класі «А». В команду був запрошений новий тренер заслужений тренер України, майстер спорту А. Зубрицький. У 1963 (18 команд), 1964 (32 команди), 1965 (32 команди) «Дніпро» займав 8-е місця у другій групі класу «А».
У 1967 році на зміну Зубрицькому та Дідевичу прийшов Л. Родос. «Дніпро» посів 4-е місце у другій підгрупі другої групи класу «А».
1968 для «Дніпра» став переломним. Команда зайняла 3-е місце серед команд другої групи другої підгрупи класу «А». В кінці сезону «Дніпро» несподівано очолив Валерій Лобановський, якому було лише 29 років. Перед новим тренером ніяких серйозних завдань не ставили. Лобановський проводив інтенсивні тренування, награвав ланки, а в тактиці робив наголос на атаку великими силами. І в 1969 році «Дніпро» посів перше місце в третій групі другої підгрупи класу «А».

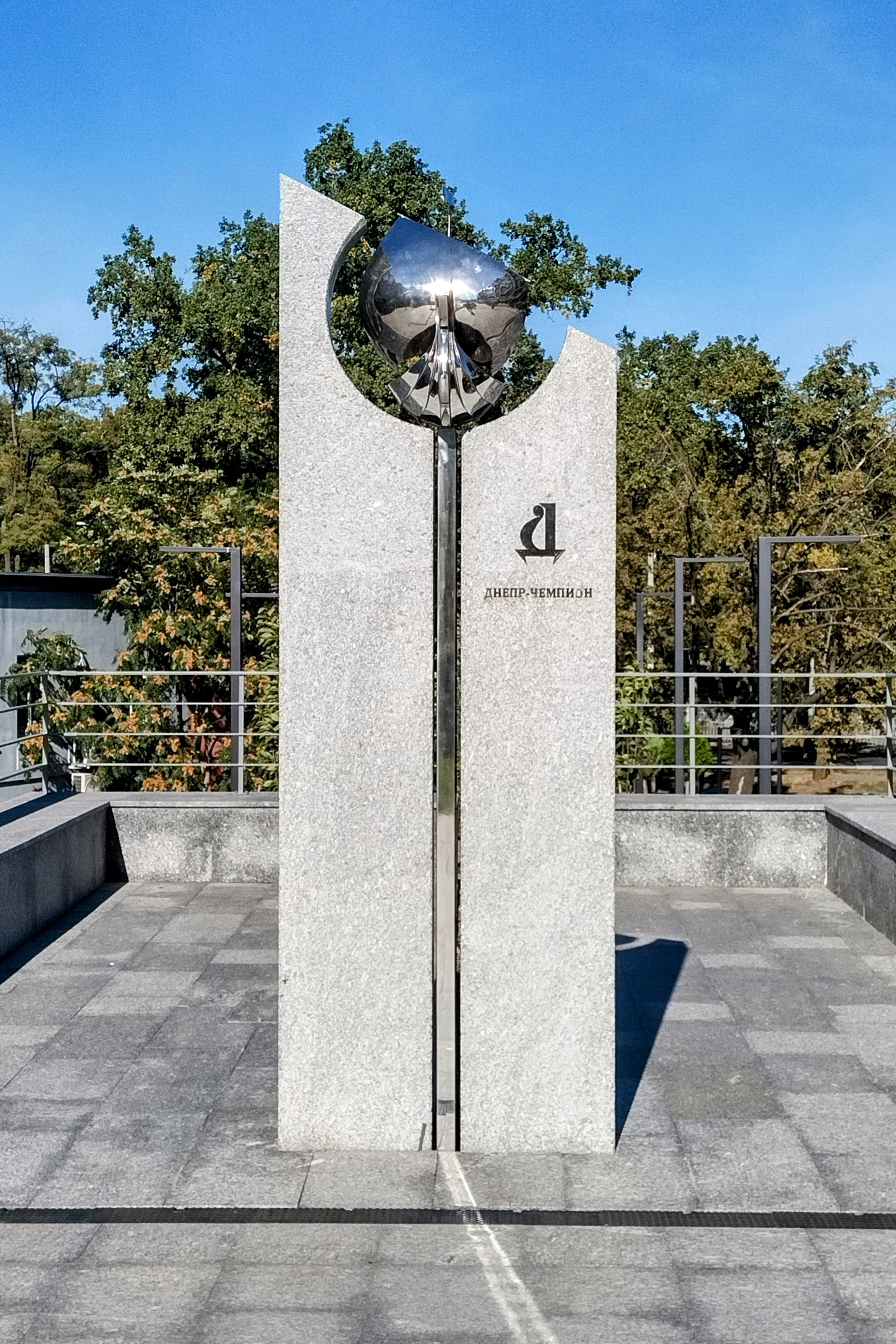
Пам'ятний знак «Дніпро-Чемпіон» на бульварі Кучеревського у Дніпрі.

У 1970 році була створена перша ліга. До неї увійшли 16 команд другої групи класу «А». «Дніпро» знову не зміг пробитися у вищу лігу, зайнявши третю сходинку в першій лізі. Команда набрала тоді однакову кількість очок з «Кайратом», але за різницею забитих і пропущених м'ячів друге місце отримали казахстанські футболісти.
У 1971 році «Дніпро» став чемпіоном першої ліги. Команда набрала 63 очка, здобувши 27 перемог в 42 матчах.
У дебютному сезоні у вищій лізі «Дніпро» фінішував на шостому місці. При більш вдалому збігу обставин дніпропетровці могли б стати призерами чемпіонату, адже тбіліське «Динамо» випередило їх усього на одне очко. У наступному сезоні «Дніпро» виходить у півфінал Кубка СРСР, повторивши це досягнення ще двічі (1976, 1982).
У 1978 році команда зайняла останнє місце і вилетіла з вищої ліги в першу але через два роки знову повернулася в еліту. У 1981 році з самого початку чемпіонату «Дніпро» скотився в стан аутсайдерів. У даній ситуації керівництво клубу довірило команду маловідомим місцевим фахівцям Володимиру Ємцю та Геннадію Жиздику, які фактично створили команду в сусідньому Нікополі. Вони виконали завдання зберегти команду у вищій лізі і, стабілізувавши склад, в 1983 році несподівано для всіх привели команду до чемпіонського звання. Цей рік і наступні можна з повним правом назвати «золотими роками» Дніпра "". 1983 рік — 1 місце, 1984 рік — 3-є місце, 1985 рік — 3-є місце, 1987 рік — 2-е місце, 1988 рік — 1-е місце, 1989 рік — 2-е місце. До того ж в 1989 році команда стає володарем Кубка СРСР і Кубка сезону. Успіхи команди з 1987 року по 1989 здобуті під керівництвом іншого, в той момент маловідомого тренера Євгена Кучеревського. За ці роки команда дала радянському футболу таких відомих футболістів як Протасов, Литовченко, Таран, Чередник, Лютий, Кудрицький, Тищенко, Краковський, Багмут та ін.

### Незалежна Україна

#### 1992—2000
Перебуваючи в еліті радянського футболу «Дніпро» і з формуванням Чемпіонату України продовжував займати високі місця. Уже у чемпіонаті 1992 року, який тривав півроку, «Дніпро» зайняв друге місце у групі «Б» і в матчі за бронзу переміг «Шахтар». Наступного сезону було взяте срібло. У наступні роки команда ще два рази брала бронзу та два рази виходила до фіналу Кубка, де двічі поступалась «Шахтареві». Сезони 1998–1999 та 1999–2000 років можна вважати провальними. «Дніпро» займав місця у другій половині таблиці, однак команда зберегла прописку в еліті. А вже у сезоні 2000–2001 бере чергову бронзу.

#### 2000—2012
Сезон 2003–2004 донедавна був останнім, в якому команда завоювала медалі. Командою керував Євген Кучеревський і була здобута бронза, а в фіналі Кубка команда знову поступилась «Шахтареві». Надалі «Дніпро» 7 раз займав звичне четверте місце. До 2010 року «Дніпром» керували спочатку Протасов, а потім — Безсонов. Команда грала не дуже добре, на внутрішній арені ніяк не могла виграти навіть бронзові медалі, а в єврокубках починаючи з 2005 року терпіла постійні невдачі, вилітаючи від посередніх команд на кшталт «Беллінцони» чи «Леха». Однак восени 2010 року настали великі зміни — до Дніпропетровська запросили іменитого європейського тренера, що на той час встиг виграти два Кубки УЄФА та покерувати «Реалом» — іспанця Хуанде Рамоса. Такий крок, хоч і не зразу, але все ж покращив гру і результати клуба. Два роки знадобилися Рамосу для того, щоб створити справді сильну команду.

#### 2012— 2015

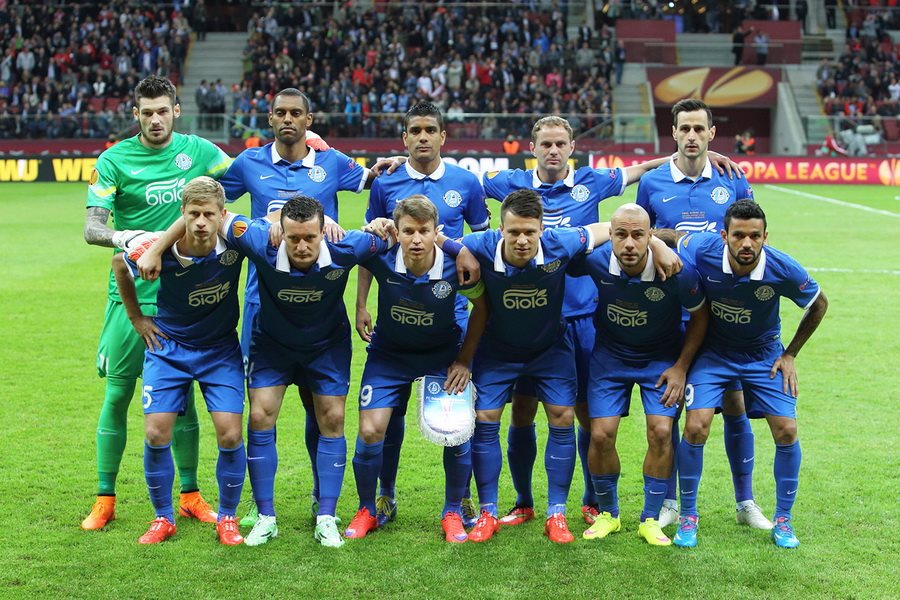
Гравці «Дніпра» перед фінальним матчем Ліги Європи 2015. Зліва направо, верхній ряд: Денис Бойко, Дуглас, Лео Матос, Євген Чеберячко, Нікола Калинич. Нижній ряд: Валерій Федорчук, Артем Федецький, Руслан Ротань, Євген Коноплянка, Джаба Канкава, Матеус.

Осінь 2012 року стала чи не найкращим часом у новітній історії команди — у чемпіонаті Дніпро впевнено розбиралося з усіма суперниками, вперше за багато років дійсно претендуючи на срібні нагороди. А в Лізі Європи команда шокувала букмекерів — вперше за 6 років команда пробилася до групового етапу ЛЄ, й у складній групі, де були гранди голландського та італійського футболу — «ПСВ» та «Наполі», впевнено зайняла перше місце і вийшла у плей-оф, двічі перемігши «ПСВ», «АІК» та один раз «Наполі». Однак навесні 2013 року «Дніпро» демонстрував набагато менш привабливий футбол і у підсумку зайняв усе те ж набридле 4 місце в УПЛ, також вилетівши в 1/16 фіналу ЛЄ від швейцарського «Базеля». Наступний сезон в УПЛ став для команди тріумфальним — «Дніпро» нарешті завоював медалі, причому не бронзові, а срібні, лише вдруге у своїй історії ставши віце-чемпіоном України та вперше пробившись до головного турніру континенту — Ліги Чемпіонів. У ЛЄ команда другий рік поспіль вийшла до плей-оф, однак, як і раніше, вилетіла в 1/16 фіналу (від англійського «Тоттенгема»). Але після завершення успішного сезону 2013-14 з команди пішов її головний творець, що вивів «Дніпро» на європейський рівень — Хуанде Рамос, який не захотів продовжувати контракт. Керівництво клубу швидко знайшло гідну альтернативу — «Дніпро» прийняв відомий український тренер Мирон Маркевич.
Сезон 2014-15 років команда почала з виступів на три фронти — в УПЛ, єврокубках і Кубку України. Через відсутність будь-якого підсилення, а також потрібність часу для реформування команди Маркевичем, «Дніпро» в першій частині сезону виступав вкрай нестабільно, чергуючи яскраві матчі з провальними. Як наслідок, дніпропетровська команда швидко вилетіла з Ліги Чемпіонів від посереднього датського «Копенгагена», зі скрипом пробилась до групи ЛЄ і з труднощами втретє поспіль вийшла до 1/16 фіналу ЛЄ. У Кубку України «Дніпро» без особливих турбот здолав опір «Десни», «Волині» та «Чорноморця» і дістався півфіналу.
У чемпіонаті після першої половини сезону команда посідала лише 3 місце, поступаючись одразу 8 очками лідеру — київським динамівцям, і у весняній частині першості зосередилась на переслідуванні донецького «Шахтаря» в боротьбі за друге місце. Натомість, єврокубкова весняна кампанія виявилася значно вдалішою і навіть історичною для клубу. В 1/16 фіналу Ліги Європи за сумою двох матчів був пройдений грецький «Олімпіакос» (матч в Києві закінчився перемогою з рахунком 2-0, а в гостях — нічиєю 2-2). В 1/8 фіналу завдяки голу Романа Зозулі в київському матчі та Євгена Коноплянки в додатковий час у Амстердамі був пройдений «Аякс». В 1/4 фіналу за підсумками виснажливого двобою був переможений бельгійський «Брюгге» (єдиний гол за 180 ігрових хвилин забив Євген Шахов на 82-ій хвилині другого матчу в Києві). Таким чином, Дніпро вперше у своїй історії вийшов до півфіналу єврокубку, де за сумою двох матчів обіграв «Наполі» (1:1 на виїзді та виграв 1:0 вдома) та вийшов до фіналу. У фінальній грі дніпропетровська команда у драматичній боротьбі поступилася іспанській «Севільї» з рахунком 2:3. Багато в чому це пов'язано з надійною грою голкіпера Дениса Бойка, через його неймовірні сейви впродовж турніру.

#### 2015— 2019
Після фіналу з клубу пішли лідери — Євген Коноплянка, Нікола Калинич, Джаба Канкава. А новачки не зуміли їх гідно змінити. Роман Зозуля був травмований. Найбільше забивав Євген Селезньов. У турнірі, у фіналі якого минулого сезону грав клуб, вони не змогли подолати груповий етап. Але у матчі, де вже нічого не вирішувало, дніпровці красиво перемогли «Русенборг».
З часом Селезньов пішов у «Кубань», а Денис Бойко — у «Бешикташ». Основним воротарем став Ян Лаштувка. Пішов також і Валерій Федорчук. Тому у Романа Безуса з'явився шанс. Клуб відставав від трійки лідерів, перебуваючи на четвертому місці. Але не дивлячись на це, вони змогли перемогти донецький «Шахтар» із рахунком 4-1. В останні дні чемпіонату дніпровці вирвали 3 місце у «Зорі». Але у «Дніпра» була заборона на виступи у єврокубках на сезон 2016/2017.
30 червня 2016 виконуючим обов'язки головного тренера «Дніпра» призначено Дмитра Михайленка. Відбулися зміни у форматі чемпіонату, за яким матчі проти «Динамо» та «Шахтаря» команда програла. Основний склад команди надто змінився, тренер знайшов кістяк, але зіграності не було.
У жовтні 2016 за рішенням КДК ФІФА зі «Дніпра» було знято 6 турнірних очок. Причиною стало те, що клуб заборгував помічникам колишнього тренера Хуанде Рамоса 1 мільйон 350 тисяч євро. Різноманітні інстанції неодноразово зобов'язували дніпрян розрахуватися з фахівцями, однак цієї вимоги так і не було дотримано.
За інформацією fcdnipro.com, Дніпро не зміг домовитися з іспанцями про реструктуризацію заборгованості. Таким чином, з клубу було знято чергові 9 очок в УПЛ (раніше дніпряни вже позбулися пунктів через борги перед агентом Хуанде Рамоса Хінесом Карвахалем.
За підсумками сезону 2016/17, клуб посів 11-е місце в таблиці, через що вилетів до Першої Ліги. Однак, рішенням ФІФА, через борги, клуб було переведено до Другої Ліги. У сезоні 2017/18 «Дніпро» виступав у групі Б. Команду залишили багато гравців, склад поповнився гравцями молодіжної команди[джерело?].
Клуб гідно провів сезон і довго йшов на третьому місці, але зняття вісімнадцяти залікових пунктів опустило його на восьме місце (без цього «Дніпро» став би п'ятим у підсумковій таблиці). Влітку дніпрян знову понизили в класі, що означало втрату статусу професіонала.
У 2018 році команда робітників заводу брала участь у чемпіонаті Дніпра під назвою «ЄВРАЗ-Сталь».
У сезоні 2018/19 клуб стартував у першості серед аматорів, маючи -3 очки. Від минулої команди залишилося лише декілька гравців (Володимир Кіричук, Сергій Палюх), а склад доповнили гравці віком шістнадцять-вісімнадцять років та легенда «Дніпра» — Сергій Назаренко.
Після створення СК «Дніпро-1» фактичний інтерес інвесторів та футболістів у тому, щоб відродити «Дніпро», майже повністю згас. Майже вся тренерська база та деякі футболісти знайшли нове місце роботи у новоствореному клубі, а на оригінальному «Дніпрі» висіли чималі борги. Деякі вважають створення команди зі схожою назвою аферою задля уникнення сплати боргів та міжнародних санкцій. Під назвою «Дніпро-1» клуб через деякий час продовжив виступи у Прем'єр Лізі.

## Досягнення

### СРСР
- Чемпіонат СРСР
  -  Чемпіон (2): 1983, 1988
  -  Віце-чемпіон (2): 1987, 1989
  -  Бронзовий призер (2): 1984, 1985
- Кубок СРСР
  -  Володар: 1989
- Суперкубок СРСР
  -  Володар: 1989
  -  Фіналіст: 1984
- Кубок Федерації футболу СРСР
  -  Володар (2): 1986, 1989
  -  Фіналіст: 1990
- Перша ліга
  -  Переможець: 1971
  -  Срібний призер (2): 1969, 1980
  -  Бронзовий призер: 1970

### Україна
- Чемпіонат України
  -  Віце-чемпіон (2): 1992/93, 2013/14
  -  Бронзовий призер (7): 1992, 1994/95, 1995/96, 2000/01, 2003/04, 2014/15, 2015/16
- Кубок України
  -  Фіналіст (3): 1994/95, 1996/97, 2003/04

### Європа
- Кубок європейських чемпіонів
  - 1/4 фіналу (2): 1985, 1990
- Ліга Європи
  -  Фіналіст: 2015
- Кубок Інтертото
  -  Фіналіст: 2006

### Неофіційні
- Турнір газети «Радянський спорт»
  -  Переможець: 1977
- Marbella Cup
  -  Володар: 2011
- Diamonds Cup
  -  Володар: 2014
- Costa Del Sol Trophy
  -  Володар (2): 2012, 2013

## Стадіон

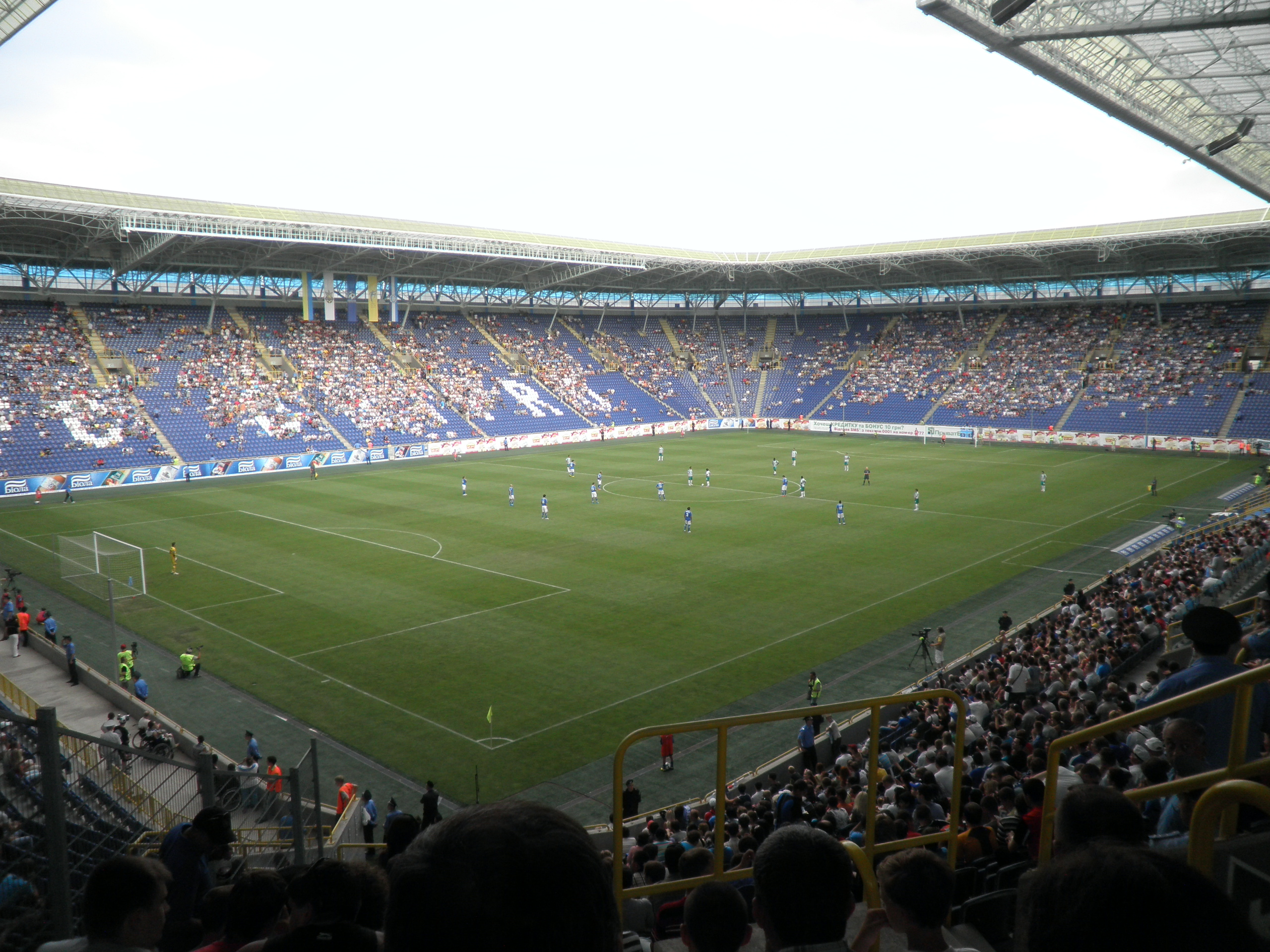
«Дніпро Арена»

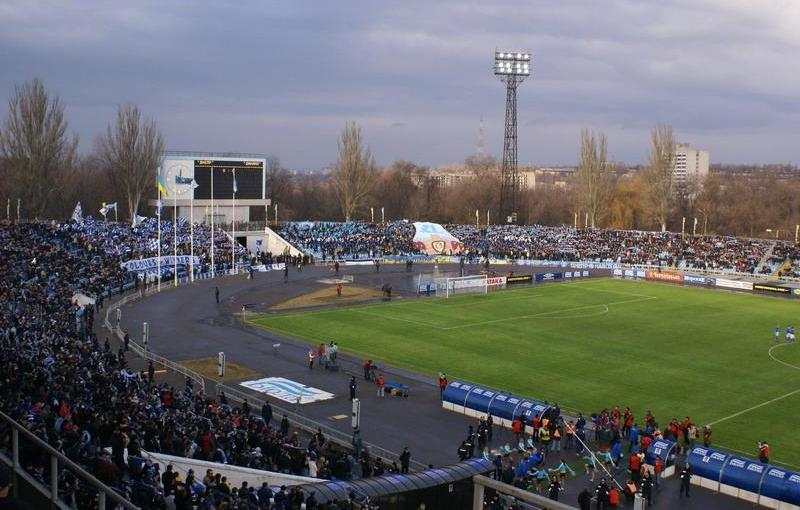
Колишній стадіон клубу — «Метеор»

За час свого існування команда змінила три стадіони: з 1939-го по 1966-й дніпрянська команда виступала на стадіоні «Сталь» з 1966-го по 2008-й «Дніпро» грав на стадіоні «Метеор».
Першим стадіоном «Дніпра» був стадіон «Сталь» (з 1949 року — «Металург»), побудований у 1939 році. 30 серпня 1966 року був відкритий стадіон «Метеор». Єврокубкові поєдинки «Дніпро» до 1988 року проводив на стадіоні «Металург» у Кривому Розі, бо Дніпропетровськ був закритим для іноземців містом. Новий стадіон клубу «Дніпро-Арена» збудований на місці колишнього стадіону «Металург» і відкритий у вересні 2008 року. Стадіон має вигідніше положення, оскільки розташований у центрі міста. Місткість «Дніпро-Арени» становить 31003 місця. Новий стадіон є повністю футбольним. Він не має бігових доріжок. Стеля стадіону повністю покриває всі глядацькі сектори.

## Уболівальники

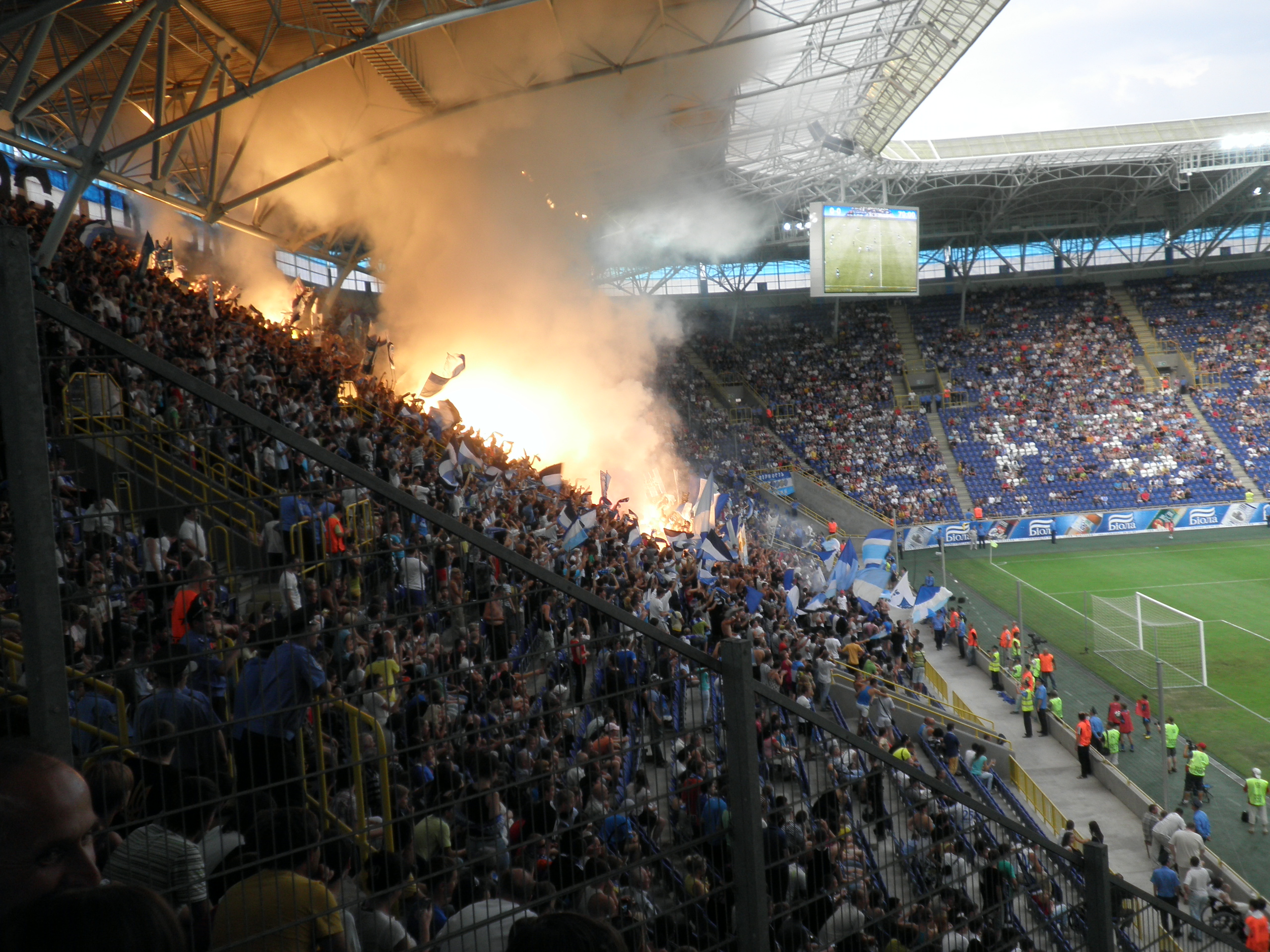
Північна трибуна «Дніпро-Арени»

Фанатський рух «Дніпра» є одним з найбільших в Україні і до початку війни на Донбасі налічував близько 4—5 тисяч осіб. Фани збираються на північній трибуні (8-10 сектори) «Дніпро-Арени».
«Дніпро» був 4-5-им найпопулярнішим футбольним клубом в Україні; опитування Київського міжнародного інституту соціології, проведене 2011 року, показало, що «синьо-біло-блакитних» підтримують близько 4,5 % українських футбольних уболівальників.
Приблизна кількість фанатів у період найбільшого відвідування становила 4—5 тисяч осіб. Дніпровські фани підтримують добрі відносини з фанами львівських «Карпат», київського «Динамо» і ПФК «Севастополь» (до 2014 р.). Неприязні стосунки мали з фанами «Металіста» (найпринциповіше протистояння для фанатів обидвох команд, яке пізніше перетворилося на приязнь між фанатами цих клубів), а також «Шахтаря», «Чорноморця», «Металургів»: донецького та запорізького, «Кривбасу», «Ворскли» та «Арсеналу». З лютого 2014 року діє всеукраїнське фанатське перемир'я.Фани «Дніпра» брали активну участь у «Революції гідності» та війні на сході України.
Хоча команда фактично не виступає з 2018 року, у неї зберігається чимала фан-база. Фанати не визнають новоствореного «наступника» СК «Дніпро-1».

### Відвідування
Відвідуваність домашніх матчів «Дніпра», середня кількість глядачів на грі чемпіонату країни впродовж сезону:
- Блакитний колір — вища ліга.
- Синій колір — перша ліга.

### Протистояння
Головними протистояннями «Дніпра» можна вважати матчі із київським «Динамо», донецьким «Шахтарем» та харківським «Металістом». Ці матчі завжди викликають інтерес у вболівальників. Також принциповими є два дербі: Дніпровське з запорізьким «Металургом» та Дніпропетровське з іншою командою області — «Кривбасом».

## Форма
| 1983 | 1988 | 1991 | 1992 |
| 1992 | 1993 | 2000 | 2000 |
| 2011 | 2013 | 2014 |      |

## Атрибути

### Емблеми

1962-1975
1976-1986
1987-1992
1993-1995
1996-2003
2003-2004
2004-2019

### Прапор

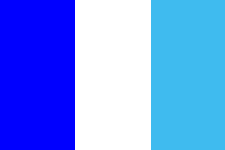
прапор ФК «Дніпро»

Сьогодні клубними кольорами прапора ФК «Дніпро» є поєднання синього, білого та блакитного. Смуги можуть простягатися як вертикально, так і горизонтально, і навіть по діагоналі.

### Гімн
Гімном «Дніпра» починається кожний домашній матч. Коли футболісти виходять на поле для привітання, починає грати пісня гурту Manowar «Gods of war». Це дуже підбадьорює та заводить футболістів та вболівальників «Дніпра».
Текст гімну на офіційному сайті клубу [Архівовано 5 вересня 2012 у Wayback Machine.].

## Власник та фінанси
Власником ФК «Дніпро» є Ігор Коломойський. Також він є власником БК «Дніпро» та ХК «Будівельник».

## Рейтинг клубів УЄФА
| Місце | Країна     | Команда           | Очки   |
| ----- | ---------- | ----------------- | ------ |
| 34    | Англія     | «Ліверпуль»       | 54.449 |
| 35    | Франція    | «Марсель»         | 55.483 |
| 36    | Україна    | «Дніпро» (Дніпро) | 52.033 |
| 37    | Португалія | «Спортінг Брага»  | 51.776 |
| 38    | Туреччина  | «Галатасарай»     | 50.020 |

Примітка: Дані на 15 травня 2015 року..

## Цікаві факти
- Першим бразильським легіонером в чемпіонаті України став гравець «Дніпра» Емерсон Луїс Фірміно[19].

## Тренери «Дніпра»

### Чемпіонат СРСР
- Жюль Лімбек (1936)
- Олександр Сердюков (1939)
- Микола Лущицький (1946—1948)
- Іван Лукін (1949)
- Григорій Балаба (1953)
- Микола Лущицький (1954)
- Всеволод Радікорський (1955)
- Микола Морозов (1956)
- Серафим Холодков (1957—1960)
- Михайло Дідевич (1961)
- Геннадій Забєлін (1961)
- Серафим Холодков (1962)
- Анатолій Зубрицький (1963 до липня. 1964—1966)
- Леонід Родос (1963 серпень - листопад. 1967—1968 до 30 жовтня)
- Валерій Лобановський (1968 з жовтня—1973 до жовтня.)
- Віктор Каневський (1973—1977)
- Вадим Іванов (1977—1978)
- Йожеф Сабо (1978—1979)
- Віктор Лукашенко (1979—1981)
- Євген Жучков (1981)
- Володимир Ємець (1981—1986)
- Євген Кучеревський (1986—1991)

### Чемпіонат України
Станом на 10 травня 2015
| Сезон   | Тренер             | І  | В  | Н  | П  | МЗ | МП | О  | Місце |
| ------- | ------------------ | -- | -- | -- | -- | -- | -- | -- | ----- |
| 1992    | Євген Кучеревський | 1  | 1  | 0  | 0  | 2  | 0  | 2  | —     |
| 1992    | Микола Павлов      | 18 | 10 | 3  | 5  | 21 | 17 | 23 | 3     |
| 1992/93 | Микола Павлов      | 30 | 18 | 8  | 4  | 51 | 20 | 44 | 2     |
| 1993/94 | Микола Павлов      | 34 | 16 | 9  | 9  | 53 | 35 | 41 | 4     |
| 1994/95 | Микола Павлов      | 17 | 11 | 2  | 4  | 31 | 21 | 35 | —     |
| 1994/95 | Олександр Лисенко  | 6  | 1  | 4  | 1  | 5  | 6  | 7  | —     |
| 1994/95 | Бернд Штанге       | 11 | 7  | 2  | 2  | 24 | 6  | 23 | 3     |
| 1995/96 | Бернд Штанге       | 34 | 19 | 6  | 9  | 65 | 34 | 63 | 3     |
| 1996/97 | В'ячеслав Грозний  | 30 | 14 | 13 | 3  | 48 | 19 | 55 | 4     |
| 1997/98 | В'ячеслав Грозний  | 13 | 10 | 1  | 2  | 30 | 8  | 31 | —     |
| 1997/98 | Вадим Тищенко      | 17 | 7  | 3  | 7  | 17 | 19 | 24 | 4     |
| 1998/99 | Вадим Тищенко      | 13 | 4  | 1  | 8  | 11 | 23 | 13 | —     |
| 1998/99 | Володимир Кобзарєв | 7  | 2  | 1  | 4  | 5  | 9  | 7  | —     |
| 1998/99 | Леонід Колтун      | 10 | 3  | 3  | 4  | 12 | 14 | 12 | 12    |
| 1999/00 | Леонід Колтун      | 2  | 0  | 0  | 2  | 0  | 6  | 0  | —     |
| 1999/00 | Микола Федоренко   | 28 | 8  | 9  | 11 | 26 | 46 | 33 | 11    |
| 2000/01 | Микола Федоренко   | 26 | 17 | 4  | 5  | 37 | 18 | 55 | 3     |
| 2001/02 | Микола Федоренко   | 12 | 4  | 5  | 3  | 12 | 11 | 17 | —     |
| 2001/02 | Олександр Лисенко  | 1  | 0  | 0  | 1  | 0  | 1  | 0  | —     |
| 2001/02 | Євген Кучеревський | 13 | 7  | 2  | 4  | 18 | 8  | 23 | 6     |
| 2002/03 | Євген Кучеревський | 30 | 18 | 5  | 7  | 48 | 27 | 59 | 4     |
| 2003/04 | Євген Кучеревський | 30 | 19 | 9  | 5  | 44 | 23 | 57 | 3     |
| 2004/05 | Євген Кучеревський | 30 | 13 | 9  | 8  | 38 | 34 | 48 | 4     |
| 2005/06 | Євген Кучеревський | 12 | 3  | 2  | 7  | 9  | 15 | 11 | —     |
| 2005/06 | Вадим Тищенко      | 7  | 3  | 3  | 1  | 8  | 5  | 12 | —     |
| 2005/06 | Олег Протасов      | 11 | 5  | 5  | 1  | 16 | 3  | 20 | 6     |
| 2006/07 | Олег Протасов      | 30 | 11 | 14 | 5  | 32 | 24 | 47 | 4     |
| 2007/08 | Олег Протасов      | 30 | 18 | 5  | 7  | 40 | 27 | 59 | 4     |
| 2008/09 | Олег Протасов      | 6  | 2  | 3  | 1  | 4  | 4  | 9  | —     |
| 2008/09 | Володимир Безсонов | 24 | 11 | 6  | 7  | 30 | 21 | 39 | 6     |
| 2009/10 | Володимир Безсонов | 30 | 15 | 9  | 6  | 48 | 25 | 54 | 4     |
| 2010/11 | Володимир Безсонов | 10 | 6  | 1  | 3  | 16 | 6  | 19 | —     |
| 2010/11 | Вадим Тищенко      | 2  | 1  | 1  | 0  | 4  | 1  | 4  | —     |
| 2010/11 | Хуанде Рамос       | 18 | 9  | 7  | 2  | 26 | 13 | 34 | 4     |
| 2011/12 | Хуанде Рамос       | 30 | 15 | 7  | 8  | 52 | 35 | 52 | 4     |
| 2012/13 | Хуанде Рамос       | 30 | 16 | 8  | 6  | 54 | 27 | 56 | 4     |
| 2013/14 | Хуанде Рамос       | 28 | 18 | 5  | 5  | 56 | 28 | 59 | 2     |
| 2014/15 | Мирон Маркевич     | 26 | 16 | 6  | 4  | 47 | 17 | 54 | 3     |
| 2015/16 | Мирон Маркевич     | 26 | 16 | 5  | 5  | 50 | 22 | 53 | 3     |
| 2016/17 | Дмитро Михайленко  | 32 | 8  | 13 | 11 | 31 | 40 | 13 | 11    |

## Відомі футболісти та їхні досягнення

### Найвизначніші особисті досягнення футболістів
- Номінант на Золотий м'яч
  -  Олег Протасов — 1985 (7-ме місце)
- Володар Срібного бутса
  -  Олег Протасов — 1986 (35 голів)
- Футболісти року в СРСР
  -  Геннадій Литовченко — 1984
  -  Олег Протасов — 1987
- Футболісти року в Україні
  -  Олег Таран — 1983
  -  Геннадій Литовченко — 1984
  -  Олег Венглінський — 2003
  -  Євген Коноплянка (3) — 2010, 2012, 2013
  -  Руслан Ротань — 2016
- Футболісти року в чемпіонаті України
  -  Олександр Рикун — 2004
  -  Сергій Назаренко (2) — 2006, 2007
  -  Євген Коноплянка — 2013
- Футболіст року в Грузії
  -  Джаба Канкава — 2015
- Найкращі бомбардири чемпіонату СРСР
  -  Олег Протасов (2) — 1985, 1987
  -  Євген Шахов — 1988
- Найкращий бомбардир чемпіонату України
  -  Євген Селезньов — 2010/11

### Інші відомі футболісти
| - Андрій Біба - Валерій Поркуян - Володимир Маслаченко - Сергій Краковський - Анатолій Дем'яненко - Володимир Лютий - Олег Протасов | - Вадим Тищенко - Євген Шахов-ст - Микола Кудрицький - Вадим Євтушенко - Антон Шох - Юрій Максимов - Дмитро Михайленко | - Віктор Скрипник - Іван Гецко - Володимир Єзерський - Сергій Перхун - Максим Калиниченко - Олег Шелаєв - Андрій Русол | - Руслан Ротань - Андрій Воробей - Артем Федецький - Денис Бойко - Едмар - Джаба Канкава - Самуель Інкум - Нікола Калініч - Папа Гує |

## Рекорди

Найкращий бомбардир за історію «Дніпра» Олег Протасов

| Рекордсмени за матчами |        |
| Гравець                | Матчів |
| Руслан Ротань          | 393    |
| Роман Шнейдерман       | 393    |
| Володимир Багмут       | 361    |
| Борис Дановський       | 329    |
| Сергій Назаренко       | 329    |
| Володимир Лютий        | 310    |
| Олександр Лисенко      | 307    |
| Анатолій Гринько       | 271    |
| Олег Шелаєв            | 270    |
| Андрій Русол           | 267    |
| Сергій Краковський     | 265    |
| Олександр Грицай       | 257    |
| Микола Медін           | 250    |

| Найкращі бомбардири за всю історію |       |
| Гравець                            | Голів |
| Олег Протасов                      | 108   |
| Євген Селезньов                    | 88    |
| Віктор Романюк                     | 79    |
| Михайло Дідевич                    | 75    |
| Валерій Лапшин                     | 69    |
| Сергій Назаренко                   | 66    |
| Володимир Лютий                    | 62    |
| Олег Таран                         | 60    |
| Анатолій Гринько                   | 50    |

| #    | Ім'я               | Період виступів            | ЧУ | КУ | ЄК | Загалом |
| ---- | ------------------ | -------------------------- | -- | -- | -- | ------- |
| 1    | Євген Селезньов    | 2009 — 2011, 2012 — 2015   | 68 | 10 | 10 | 88      |
| 2    | Сергій Назаренко   | 1999 — 2011, 2016          | 54 | 4  | 8  | 66      |
| 3    | Никола Калинич     | 2011 — 2015                | 37 | 3  | 9  | 49      |
| 4    | Матеус             | 2011 — 2016                | 35 | 7  | 6  | 48      |
| 5    | Євген Коноплянка   | 2007 — 2015                | 35 | 2  | 8  | 45      |
| 6    | Руслан Ротань      | 1999 — 2005, 2008 — донині | 33 | 5  | 6  | 44      |
| 7    | Олег Венглинський  | 2002 — 2005                | 31 | 4  | 6  | 41      |
| 8    | Олександр Паляниця | 1992, 1995 — 1996, 1997    | 27 | 7  | 2  | 36      |
| 9-10 | Сергій Коновалов   | 1992 — 1994, 2001          | 29 | 5  | 0  | 34      |
| 9-10 | Олег Шелаєв        | 1999, 2000 — 2008          | 26 | 3  | 5  | 34      |

| #   | Гравець            | Період виступів            | Голи |
| --- | ------------------ | -------------------------- | ---- |
| 1   | Євген Селезньов    | 2009 — 2011, 2012 — 2015   | 68   |
| 2   | Сергій Назаренко   | 1999 — 2011, 2016          | 54   |
| 3   | Никола Калинич     | 2011 — 2015                | 37   |
| 4-5 | Євген Коноплянка   | 2007 — 2015                | 35   |
| 4-5 | Матеус             | 2011 — 2016                | 35   |
| 6   | Руслан Ротань      | 1999 — 2005, 2008 — донині | 33   |
| 7   | Олег Венглинський  | 2002 — 2005                | 31   |
| 8   | Сергій Коновалов   | 1992 — 1994, 2001          | 29   |
| 9   | Олександр Паляниця | 1992, 1995 — 1996, 1997    | 27   |
| 10  | Олег Шелаєв        | 1999, 2000 — 2008          | 26   |

### Найбільше матчів у вищій лізі за всі часи
Станом на 1 січня 2017 року
| # | Ім'я             | Матчі                   | Голи |
| - | ---------------- | ----------------------- | ---- |
| 1 | Руслан Ротань    | 309                     | 33   |
| 2 | Володимир Багмут | 276 (182 СРСР + 94 Укр) | 25   |
| 3 | Сергій Назаренко | 272                     | 54   |
| 4 | Володимир Лютий  | 227 (226 СРСР + 1 Укр)  | 49   |
| 5 | Андрій Русол     | 211                     | 9    |
| 6 | Олег Шелаєв      | 209                     | 26   |
| 7 | Микола Медін     | 205                     | -174 |

## Капітани
Станом на 25 квітня 2014
| #     | Гравець               | Чемпіонат | Кубок | Єврокубки | Разом |
| ----- | --------------------- | --------- | ----- | --------- | ----- |
| 1     | Руслан Ротань         | 75        | 6     | 19        | 100   |
| 2     | Олег Шелаєв           | 79        | 2     | 15        | 96    |
| 3     | Андрій Русол          | 84        | 5     | 4         | 93    |
| 4     | Андрій Полунін        | 65        | 13    | 1         | 79    |
| 5     | Дмитро Михайленко     | 46        | 14    | 16        | 76    |
| 6     | Сергій Дірявка        | 55        | 3     | 3         | 61    |
| 7     | Володимир Геращенко   | 49        | 9     | 1         | 59    |
| 8     | Олександр Поклонський | 33        | 2     | 9         | 44    |
| 9     | Геннадій Мороз        | 23        | 5     | 4         | 32    |
| 10-11 | Геннадій Козар        | 27        | 3     | 0         | 30    |
| 10-11 | Володимир Єзерський   | 25        | 3     | 2         | 30    |
| 12    | Ілля Близнюк          | 17        | 3     | 0         | 20    |
| 13    | Вадим Тищенко         | 13        | 3     | 0         | 16    |
| 14    | Володимир Багмут      | 12        | 3     | 0         | 15    |
| 15    | Микола Медін          | 13        | 1     | 0         | 14    |
| 16    | Сергій Кравченко      | 11        | 0     | 2         | 13    |
| 17    | Сергій Беженар        | 10        | 2     | 0         | 12    |
| 18    | Сергій Шевцов         | 8         | 0     | 0         | 8     |
| 19-20 | Сергій Назаренко      | 7         | 0     | 0         | 7     |
| 19-20 | Валерій Городов       | 6         | 1     | 0         | 7     |
| 21-23 | Олександр Грицай      | 2         | 2     | 1         | 5     |
| 21-23 | Віталій Мандзюк       | 4         | 1     | 0         | 5     |
| 21-23 | Ігор Харковщенко      | 3         | 2     | 0         | 5     |
| 24-26 | Максим Калиниченко    | 0         | 3     | 0         | 3     |
| 24-26 | Віктор Скрипник       | 3         | 0     | 0         | 3     |
| 24-26 | Віталій Денисов       | 2         | 1     | 0         | 3     |
| 27-29 | Сергій Задорожний     | 1         | 1     | 0         | 2     |
| 27-29 | В'ячеслав Кернозенко  | 0         | 1     | 1         | 2     |
| 27-29 | Євген Селезньов       | 2         | 0     | 0         | 2     |
| 30-32 | Сергій Валяєв         | 1         | 0     | 0         | 1     |
| 30-32 | Сергій Нагорняк       | 1         | 0     | 0         | 1     |
| 30-32 | Богдан Шершун         | 1         | 0     | 0         | 1     |

| #     | Гравець               | Матчів |
| ----- | --------------------- | ------ |
| 1     | Роман Шнейдерман      | 137    |
| 2     | Геннадій Литовченко   | 116    |
| 3     | Андрій Русол          | 84     |
| 4     | Олег Шелаєв           | 79     |
| 5     | Руслан Ротань         | 75     |
| 6-7   | Андрій Полунін        | 65     |
| 6-7   | Вадим Тищенко         | 65     |
| 8     | Сергій Дірявка        | 55     |
| 9     | Володимир Геращенко   | 49     |
| 10    | Олександр Погорєлов   | 48     |
| 11    | Дмитро Михайленко     | 46     |
| 12    | Антон Шох             | 35     |
| 13    | Олександр Поклонський | 33     |
| 14    | Геннадій Козар        | 27     |
| 15    | Володимир Єзерський   | 25     |
| 16    | Геннадій Мороз        | 23     |
| 17    | Микола Павлов         | 21     |
| 18    | Вадим Іванов          | 18     |
| 19-20 | Ілля Близнюк          | 16     |
| 19-20 | В'ячеслав Петрухін    | 16     |
| 21-22 | Володимир Багмут      | 15     |
| 21-22 | Олег Крамаренко       | 15     |
| 23    | Микола Медін          | 13     |
| 24    | Володимир Трошкін     | 13     |
| 25-26 | Олександр Дамін       | 11     |
| 25-26 | Сергій Кравченко      | 11     |
| 27    | Сергій Беженар        | 10     |
| 28    | Сергій Башкиров       | 9      |
| 29-32 | Анатолій Гринько      | 8      |
| 29-32 | Андрій Сидельников    | 8      |
| 29-32 | Володимир Шевчук      | 8      |
| 29-32 | Сергій Шевцов         | 8      |
| 33    | Сергій Назаренко      | 7      |
| 34-36 | Валерій Городов       | 6      |
| 34-36 | Володимир Лютий       | 6      |
| 34-36 | Олексій Христян       | 6      |
| 37    | Олександр Томах       | 5      |
| 38-40 | Іван Вишневський      | 4      |
| 38-40 | Віталій Мандзюк       | 4      |
| 38-40 | Віктор Маслов         | 4      |
| 41-43 | Олександр Лисенко     | 3      |
| 41-43 | Віктор Скрипник       | 3      |
| 41-43 | Ігор Харковщенко      | 3      |
| 44-48 | Олександр Грицай      | 2      |
| 44-48 | Віталій Денисов       | 2      |
| 44-48 | Ігор Надєїн           | 2      |
| 44-48 | Олег Протасов         | 2      |
| 44-48 | Євген Селезньов       | 2      |
| 49-54 | Сергій Валяєв         | 1      |
| 49-54 | Сергій Задорожний     | 1      |
| 49-54 | Віктор Матвієнко      | 1      |
| 49-54 | Сергій Нагорняк       | 1      |
| 49-54 | Володимир Устимчик    | 1      |
| 49-54 | Петро Яковлєв         | 1      |